# فرانکو کریبیوری
فرانکو کریبیوری (ایتالیایی: Franco Cribiori؛ زادهٔ ۲۸ سپتامبر ۱۹۳۹) دوچرخه‌سوار اهل ایتالیا است.